# یان کرچمار
یان کرچمار (لهستانی: Jan Kreczmar؛ ۶ مهٔ ۱۹۰۸ – ۲۹ اوت ۱۹۷۲) بازیگر اهل لهستان بود.
از فیلم‌ها یا برنامه‌های تلویزیونی که وی در آن نقش داشته‌است، می‌توان به پشت یک دیوار، زندگی خانوادگی، سرنشین، پیلاطس و دیگران و عروسک اشاره کرد.